# Pet Star Holding
Pet Star Holding este o companie producătoare de flacoane care ulterior sunt transformate în recipiente PET. Compania este infiintata in 17.03.2000 si este cel mai mare producător de preforme PET din România și zona Balcanilor, ca volum de producție și varietate de formate.
In anul 2011, Pet Star Holding a cumpărat pentru 1,7 milioane de euro fosta fabrică Filatura de Bumbac Slobozia, în care mai investește 3,8 milioane de euro pentru transformarea unității în care va fi relocată cea mai mare parte a activității firmei.
În anul 2013, compania a avut o cifră de afaceri estimată la 40 milioane euro și o cotă de piață estimată la circa 45%.si tot in 2013 a avut loc achiziția unui spațiu industrial care avea să devină peste 2 ani noua fabrică Pet Star.
Investiția în noua facilitate de producție a însumat cca 9 milioane EURO. Întreaga finanțare a fost susținută de către un club bancar având ca lider BCR Erste Bank România.
Facilitatea nouă de producție Pet Star, inaugurată în august 2016, se confirmă ca fiind un proiect de succes, și care are următoarele atribute:
- Este cea mai mare fabrică de profil din Balcani: 35.000 mp/ 25.000 mp construiți fiind dezvoltată sub conceptul „totul sub un singur acoperiș”.

Cifra de afaceri:
- 2012: 35 milioane euro [3]
- 2011: 31 milioane euro [3]